# 桜田淳子BOX〜そよ風の天使〜
『桜田淳子BOX〜そよ風の天使〜』（さくらだじゅんこボックス そよかぜのてんし）は、桜田淳子のCD-BOX。2003年9月21日にビクターエンタテインメントから発売された。

## 解説
「不滅のアイドル・最強伝説 びっぷ!シリーズ」と銘打ち、桜田淳子のデビュー30周年にあたる2003年に10,000セット限定で発売されたCD-BOXで、CD5枚とDVD1枚のセット。全シングル38枚のAB面76曲に、当時の事務所の後輩・山本明とのデュエット「春の恋人たち」（山本のデビューシングルのB面）を加えた計77曲がデジタル・リマスタリングされ、CD4枚に収録されている。もう1枚にはシングルA面のオリジナルカラオケ15曲を収録している。なお、オリジナルカラオケの収録曲の選定については、BOXの発売発表後、ビクターの特設サイト上でリクエスト投票が募られた。
DVDに関しては、全て日本テレビ系の番組からの映像であり、他局の番組での映像は使われていない。シングル38曲のうち28曲の歌唱映像が収録され、秋田予選での映像やデビュー2年目のトーク映像なども合わせて、トータルで1時間近い収録時間となっている。
ブックレットには全収録曲の歌詞の他に、桜田自身の手書きのメッセージが便箋2枚分、そのまま掲載され、他にも阿久悠、中島みゆきによるコメント、テレビ局、事務所関係者、歴代レコーディングディレクターなどへのインタビューが収められており、かなりボリュームのある仕上がりとなっている。またこれ以外にも、CDサイズで復刻された全シングルのレコードジャケット、LPサイズの写真集が別途に収められている。
2008年に完全受注生産の形でアンコールプレス盤がリリースされている。

## CD

### Disc 1
1. 天使も夢みる
  - 作詞: 阿久悠、作曲: 中村泰士、編曲: 高田弘
2. 足長おじさん
  - 作詞: 阿久悠、作曲: 中村泰士、編曲: 高田弘
3. 天使の初恋
  - 作詞: 阿久悠、作曲: 中村泰士、編曲: 高田弘
4. 虹のほほえみ
  - 作詞: 阿久悠、作曲: 中村泰士、編曲: 高田弘
5. わたしの青い鳥
  - 作詞: 阿久悠、作曲: 中村泰士、編曲: 高田弘
6. 恋人になって！
  - 作詞: 阿久悠、作曲: 中村泰士、編曲: 高田弘
7. 花物語
  - 作詞: 阿久悠、作曲: 中村泰士、編曲: あかのたちお
8. のっぽの恋人
  - 作詞: 阿久悠、作曲: 中村泰士、編曲: 高田弘
9. 三色すみれ
  - 作詞: 阿久悠、作曲: 中村泰士、編曲: 馬飼野康二
10. あなたのひとりごと
  - 作詞: 阿久悠、作曲: 中村泰士、編曲: あかのたちお
11. 黄色いリボン
  - 作詞: 阿久悠、作曲・編曲: 森田公一
12. 気になるあいつ
  - 作詞: 阿久悠、作曲: 森田公一、編曲: 馬飼野康二
13. 花占い
  - 作詞: 阿久悠（原案: 簑島若代）、作曲: 中村泰士、編曲: あかのたちお
14. 白い貝がら
  - 作詞: 阿久悠、作曲: 中村泰士、編曲: あかのたちお
15. はじめての出来事
  - 作詞: 阿久悠、作曲: 森田公一、編曲: 竜崎孝路
16. 特別な気持
  - 作詞: 阿久悠、作曲: 森田公一、編曲: 竜崎孝路
17. ひとり歩き
  - 作詞: 阿久悠、作曲・編曲: 筒美京平
18. 涙のいいわけ
  - 作詞: 落合恵子、作曲・編曲: 高田弘
19. 白い風よ
  - 作詞: 石森史郎、作曲: 桑原研郎、編曲: 竜崎孝路
20. だから私は
  - 作詞: 石森史郎、作曲: 桑原研郎、編曲: 竜崎孝路

### Disc 2
1. 十七の夏
  - 作詞: 阿久悠、作曲: 森田公一、編曲: 竜崎孝路
2. 高原物語
  - 作詞: 阿久悠、作曲: 森田公一、編曲: 竜崎孝路
3. 天使のくちびる
  - 作詞: 阿久悠、作曲: 森田公一、編曲: 竜崎孝路
4. 叱られてから
  - 作詞: 阿久悠、作曲: 森田公一、編曲: 竜崎孝路
5. ゆれてる私
  - 作詞: 阿久悠、作曲: 森田公一、編曲: 竜崎孝路
6. あなたが恋しい
  - 作詞: 阿久悠、作曲: 森田公一、編曲: 竜崎孝路
7. 泣かないわ
  - 作詞: 阿久悠、作曲: 森田公一、編曲: 萩田光雄
8. あなたの接吻（キス）にはトゲがある
  - 作詞: 阿久悠、作曲: 森田公一、編曲: 萩田光雄
9. 白い少女のバラード
  - 作詞: 阿久悠、作曲: 森田公一、編曲: 竜崎孝路
10. 夏にご用心
  - 作詞: 阿久悠、作曲: 森田公一、編曲: 高田弘
11. ねえ!気がついてよ
  - 作詞: 阿久悠、作曲・編曲: 大野克夫
12. かかとの折れた靴をさげ
  - 作詞: 阿久悠、作曲: 大野克夫、編曲: 高田弘
13. もう一度だけふり向いて
  - 作詞: 阿久悠、作曲: 穂口雄右、編曲: 高田弘
14. 招待席
  - 作詞: 阿久悠、作曲・編曲: 水谷公生
15. あなたのすべて
  - 作詞: 阿久悠、作曲: 和泉常寛、編曲: 船山基紀
16. 女らしく
  - 作詞: 阿久悠、作曲: 和泉常寛、編曲: 船山基紀
17. 気まぐれヴィーナス
  - 作詞: 阿久悠、作曲: 森田公一、編曲: 船山基紀
18. 若い人のテーマ
  - 作詞: 阿久悠、作曲: 森田公一、編曲: 船山基紀
19. もう戻れない
  - 作詞: 阿久悠、作曲: 筒美京平、編曲: 船山基紀
  - ジャケット写真はこのシングルの別ショットを使用している。
20. ロンリーガール
  - 作詞: 阿久悠、作曲: 筒美京平、編曲: 船山基紀

### Disc 3
1. しあわせ芝居
  - 作詞・作曲: 中島みゆき、編曲: 船山基紀
2. 晩秋
  - 作詞・作曲・編曲: 穂口雄右
3. 追いかけてヨコハマ
  - 作詞・作曲: 中島みゆき、編曲: 船山基紀
4. エンゲージリング
  - 作詞: 竜真知子、作曲・編曲: 馬飼野康二
5. リップスティック
  - 作詞: 松本隆、作曲・編曲: 筒美京平
6. トロピカル・ランデブー
  - 作詞: 松本隆、作曲: 筒美京平、編曲: 萩田光雄
7. 20才になれば
  - 作詞・作曲: 中島みゆき、編曲: 船山基紀
8. サマータイム・ブルース
  - 作詞: 松本隆、作曲: 筒美京平、編曲: 萩田光雄
9. 冬色の街
  - 作詞: 橋本淳、作曲: 中村泰士、編曲: 萩田光雄
10. メッセージ・ラブ
  - 作詞: 橋本淳、作曲: 小杉保夫、編曲: 萩田光雄
11. サンタモニカの風
  - 作詞: 阿久悠、作曲・編曲: 萩田光雄
12. 昼さがりのエレジー
  - 作詞: 阿久悠、作曲・編曲: 萩田光雄
13. MISS KISS
  - 作詞: 阿久悠、作曲・編曲: 佐藤準
14. 女は自由
  - 作詞: 阿久悠、作曲・編曲: 佐藤準
15. パーティー・イズ・オーバー
  - 作詞・作曲: 伊藤薫、編曲: 松井忠重
16. まわれ私の恋よ
  - 作詞: 門谷憲二、作曲: 馬場孝幸、編曲: 椎名和夫
17. LADY
  - 作詞・作曲: 尾崎亜美、編曲: 鈴木茂
18. あなたは魔術師（YOU’RE A MAGICIAN）
  - 作詞・作曲: 尾崎亜美、編曲: 鈴木茂

### Disc 4
1. 美しい夏
  - 作詞: 康珍化、作曲: 馬飼野康二、編曲: 船山基紀
2. ミスター・ブルー・スカイ
  - 作詞: 西尾尚子、作曲: Kenny Klose、編曲: 松井忠重
3. 夕暮れはラブ・ソング
  - 作詞: 岡本おさみ、作曲・編曲: 深町純
4. ひと房の葡萄
  - 作詞: 藤公之介、作曲・編曲: 深町純
5. 神戸で逢えたら
  - 作詞: 三浦徳子、作曲: 鈴木邦彦、編曲: 鈴木邦彦、松井忠重
6. 愛の真ん中
  - 作詞: 三浦徳子、作曲: 鈴木邦彦、編曲: 鈴木邦彦、松井忠重
7. 化粧（シングル・バージョン）
  - 作詞・作曲: 中島みゆき、編曲: 大村雅朗
8. 夢追い
  - 作詞: 麻木かおる、作曲: 小田裕一郎、編曲: 信田かずお
9. 玉ねぎむいたら…
  - 作詞: 山上路夫、作曲: 平尾昌晃、編曲: 船山基紀
10. 哀しみの前奏曲(プレリュード) 
  - 作詞: 山上路夫、作曲: 平尾昌晃、編曲: 船山基紀
11. ミスティー
  - 作詞: 小林和子、作曲: 小田裕一郎、編曲: 大村雅朗
12. 恋はSEE-SAW
  - 作詞: 竜真知子、作曲: 林哲司、編曲: 松井忠重
13. This is a "Boogie"
  - 作詞: 実川俊、作曲: 小田裕一郎、編曲: 大村雅朗
14. 刹那Tic
  - 作詞: 麻木かおる、作曲: 矢野顕子、編曲: 大村雅朗
15. 窓
  - 作詞・作曲: 犬丸秀、編曲: 青木望
16. スウィート・スウィート・スウィート
  - 作詞: 山上路夫、作曲・編曲: 大野雄二
17. 眉月夜
  - 作詞: 茅野遊、作曲: 小椋佳、編曲: 奥慶一
18. 数えないで
  - 作詞・作曲: 小椋佳、編曲: 奥慶一
19. 春の恋人  ※ボーナストラック（歌：山本明、桜田淳子）
  - 作詞: 落合恵子、作曲・編曲: 高田弘

### Disc 5
【オリジナルカラオケ】
1. MISS KISS
2. リップスティック
3. しあわせ芝居
4. ミスティー
5. もう戻れない
6. はじめての出来事
7. 美しい夏
8. 気まぐれヴィーナス
9. 追いかけてヨコハマ
10. あなたのすべて
11. ひとり歩き
12. サンタモニカの風
13. 十七の夏
14. 夏にご用心
15. わたしの青い鳥

## DVD
1. オープニング
2. スター誕生!
  - 秋田予選(歌唱曲「見知らぬ世界」)
3. 本人コメント
  - 「木曜スペシャル 実録・スター誕生」より(1974.11.14)
4. 天使も夢みる
  - 写真構成
5. わたしの青い鳥
  - 「スター誕生!」より(1973.8.26)
6. 三色すみれ
  - 「コント55号のなんでそうなるの?」より(1974.4.26)
7. 花占い
  - 「日曜スペシャル 東西対抗！歌う水上大合戦」より(1974.4.26)
8. はじめての出来事
  - 「第1回 日本テレビ音楽祭 第1次ノミネート」より(1975.1.30)
9. ひとり歩き
  - 「スター誕生!」より(1975.5.11)
10. 十七の夏
  - 「第1回 日本テレビ音楽祭」より(1975.8.21)
11. 天使のくちびる
  - 「コント55号のなんでそうなるの?」より(1975.10.24)
12. ゆれてる私
  - 「第2回 日本テレビ音楽祭 ノミネート」より(1976.2.5)
13. 泣かないわ
  - 「紅白歌のベストテン」より(1976.3.15)
14. 夏にご用心
  - 「第2回 日本テレビ音楽祭」より(1976.8.19)
15. ねえ!気がついてよ
  - 「スター誕生!」より(1976.10.3)
16. 気まぐれヴィーナス
  - 「紅白歌のベストテン」より(1977.6.20、8.1)
17. もう戻れない
  - 「紅白歌のベストテン」より(1977.10.31)
18. しあわせ芝居
  - 「スター誕生!」より(1978.1.1)
19. 追いかけてヨコハマ
  - 「紅白歌のベストテン」より(1978.6.5)
20. リップスティック
  - 「紅白歌のベストテン」より(1978.6.5、7.31)
21. 20才になれば
  - 「紅白歌のベストテン」より(1978.9.1)
22. 冬色の街
  - 「欽ちゃん一座 正月公演」より(1979.1.3)
23. サンタモニカの風
  - 「スター誕生!」より(1979.4.22)
24. MISS KISS
  - 「第5回 日本テレビ音楽祭」より(1979.9.20)
25. パーティー・イズ・オーバー
  - 「紅白歌のベストテン」より(1979.9.10)
26. LADY
  - 「欽ちゃん一座正月公演」より(1980.1.3)
27. 美しい夏
  - 「紅白歌のベストテン」より(1980.5.19)
28. 夕暮れはラブ・ソング
  - 「紅白歌のベストテン」より(1980.7.28)
29. 神戸で逢えたら
  - 「紅白歌のベストテン」より(1980.7.28)
30. 化粧
  - 「スター誕生!」より(1981.1.3)
31. ミスティー
  - 「第7回 日本テレビ音楽祭」より(1981.8.20)
32. 窓
  - 「スター誕生!」より(1982.11.7)

## ブックレット
1. 寄稿文
  - 桜田淳子　（タイトルなし、本人の自筆原稿をそのまま掲載）
  - 阿久悠　「天使からモンローまで」
  - 中島みゆき　「桜田さん、ゴメンナサイ」
2. インタビュー
  - 金谷勲夫（元・「スター誕生!」プロデューサー）
  - 福田時雄（元・チーフマネージャー）
  - 谷田郷士（初代担当ディレクター／「天使も夢みる」～「もう戻れない」）
  - 笹井一臣（2代目担当ディレクター／「しあわせ芝居」～「20才になれば」）
  - 角谷哲朗（3代目担当ディレクター／「冬色の街」～「This is a "Boogie"」）
  - 田村充義（4代目担当ディレクター／「窓」～「眉月夜」）